# Forces de soutien rapide
Les Forces de soutien rapide (FSR) (en arabe : قوات الدعم السريع, Quwat al-Da’m al-Sari’, en anglais : Rapid Support Forces) sont une force paramilitaire soudanaise sous le commandement du National Intelligence and Security Service (NISS) créée à la mi-2013 et issue des milices janjawids dans le but de lutter contre les groupes rebelles au Soudan. En janvier 2014, un amendement à la Constitution a conféré au NISS et à la FSR le statut de « force régulière ».

## Commandement et structure
La force est commandée sur le terrain par le général Mohamed Hamdan Dogolo, plus connu sous le nom de « Hemidti », un ancien chef janjawid qui avait d'abord été intégré avec ses hommes dans une autre force paramilitaire, la Brigade du renseignement aux frontières.
La majorité des membres des FSR sont des Darfouris recrutés par Hemidti, notamment au sein de sa tribu, les Arabes Rizeigat.
Les FSR comptaient en 2014 entre 5 000 et 6 000 soldats et 600 à 750 véhicules, et seraient globalement mieux équipées que la plupart des autres forces paramilitaires.

## Conflits

### Guerre du Darfour
Initialement déployé dans le Kordofan du Sud, dans le sud du Soudan, les FSR sont transférées au Darfour au mois de février 2014 pour combattre les rebelles.
Les FSR ont mené deux campagnes anti-insurrectionnelles dans la région du Darfour. La première opération baptisée Eté décisif s'est déroulée principalement entre le sud du Darfour et le nord du Darfour entre fin février et début mai 2014. La seconde, Eté décisif II, s'est déroulée principalement dans et autour de Djebel Marra, la région montagneuse située principalement à au Darfour central, entre le début janvier 2015 et le début de la saison des pluies en juin 2015.
Au cours de cette période, ces forces ont commis de graves violations du droit international humanitaire et relatif aux droits humains, notamment en attaquant à plusieurs reprises des villages, incendiant et pillant des maisons, battant, violant et exécutant des villageois, avec le soutien des forces armées soudanaises et d'autres groupes de milices dites janjawid soutenues par le gouvernement.
Dans la première phase de la campagne, les FSR sont accusées par Human Rights Watch (HRW) d'avoir fait des « tueries, des viols en masse et la torture des civils ; le déplacement forcé des communautés entières ; la destruction de l'infrastructure physique nécessaire à la survie dans l'environnement dûr désertique dont des puits, des réserves d'alimentation, des abris et des outils d'agriculture. » Ils auraient brûlé et attaqué de façon répétée dix villes du Darfour du Sud, surtout le 27 février 2014 et le lendemain. Un témoin dans le village de Donkey Dereisa, Hissein, 18 ans, a vu son collègue de classe décapité pendant l'attaque du 28 février, et des femmes nues mortes. Un autre témoin du même village interviewé par HRW, Adam, a observé les FSR brûler les maisons du village, tuer quatre hommes qui ont essayé de résister, et violer, d'après lui, la plupart des femmes du village.
Les violations ont continué pendant la phase II de la campagne début 2015, selon l'enquête de HRW basée sur des entretiens avec 43 victimes et témoins. Un défecteur de l'armée a déclaré concernant les opérations près de Golo et Sarong qu'il a vu des FSR et d'autre soldats gouvernementaux violant de « nombreuses » femmes. Selon un autre soldat interviewé, un des vice-présidents du Soudan, Hassabu Mohamed Abdalrahman (en), aurait ordonné à des FSR et d'autres soldats de tuer tous les habitants des régions rebelles à l'est de la montagne Dzebel Marra. Le 1er janvier 2015, un témoin, Alnur, du village de Fanga, a vu trois civils tués par balles et cinq femmes en train d'être violées par les FSR. Jameya du village de Bardani a vu les FSR violer des filles devant leurs pères et violer sa propre fille. Umm-Jumma de Bardani estime à peu près que 100 filles et femmes du village, dont elle-même et ses trois filles, ont été violées par les FSR.
En avril 2015, les FSR ont capturé 100 à 150 véhicules du Mouvement pour la justice et l'égalité (MJE) à Goz Dango, dans le sud du Darfour, et ont obligé le groupe rebelle à se réfugier au Soudan du Sud voisin.
En 2017, elles ont arrêté Moussa Hilal, un autre chef de guerre tribal arabe rizeigat. L'arrestation a eu lieu près de Mistariha, sa ville natale située dans le nord du Darfour, après des affrontements qui ont fait plusieurs dizaines de victimes dans les deux camps.

### Deuxième guerre civile libyenne
En avril 2019, le général Dogolo envoie des centaines d'hommes combattre aux côtés de l'Armée nationale libyenne du général Khalifa Haftar pour prendre le contrôle de Tripoli lors de la deuxième guerre civile libyenne.

### Tentative de coup d'État de 2023
Le 15 avril 2023, l’armée accuse les paramilitaires des Forces de soutien rapide (FSR) d’avoir attaqué des bases dans tout le pays. Les soldats du général Dogolo affirment avoir pris le contrôle du palais présidentiel et de l'aéroport de Khartoum et de la base aérienne de Jebel Aulia. À l'aéroport de Khartoum, les miliciens de la FSR incendient des avions civils, dont un de la Saudi Arabian Airlines.
En réaction, l'armée de l'air soudanaise  effectue des raids aériens à Khartoum sur des positions tenues par les FSR.

## Financement
La milice se finance notamment à travers le groupe Al-Junaid, d'abord destiné à l’exploitation des mines d’or avant de se diversifier. Elle utilise aussi des sociétés écrans, dont GSK, une société de technologie et de sécurité basée au Soudan, et Tradive General Trading LLC, basée aux Émirats arabes unis.

## Accusations de crimes de guerre
Les FSR auraient largement participé au massacre du 3 juin 2019 à Khartoum.
Durant le conflit civil soudanais de 2023, les paramilitaires des FSR et les milices qui leur sont alliées, sont accusés d'avoir perpétré des massacres à l'encontre de la communauté Masalit dans plusieurs villages du Darfour. Plusieurs cadavres de civils sont ainsi retrouvés dans la ville d'El-Geneina, et des vidéos d'hommes et de femmes torturés et arrêtés arbitrairement émergent sur les réseaux sociaux. Ces massacres pourraient être liés à une volonté de nettoyage ethnique, qui avait déjà été la motivation des milices Janjawid lors du Génocide du Darfour. Les journalistes de France 24 documentent des propos tenus par les miliciens allant dans ce sens.

## Liens avec l'Armée nationale libyenne
Les FSR sont soutenus par l'Armée nationale libyenne qui fournit discrètement des armes, des munitions et du carburant à son allié soudanais depuis des bases aériennes situées dans le sud libyen.

## Rapprochement avec le groupe Wagner
Les FSR se rapprochent en 2023 de la société militaire privée russe Wagner. Le 13 février 2023, ministre des affaires étrangères russe Sergueï Lavrov salue le déploiement de mercenaires de Wagner aux côtés des FSR.[réf. nécessaire]
Le 21 avril 2023, CNN publie une enquête qui révèle que le groupe Wagner aurait livré des missiles sol-air aux Forces de soutien rapide depuis les zones libyennes sous le contrôle de l'Armée nationale libyenne du Général Khalifa Haftar. Le groupe Wagner et les FSR ont démenti ces informations.[réf. nécessaire]